# Wormhagedissen (onderorde)
Wormhagedissen (Amphisbaenia) zijn een onderorde van reptielen die behoren tot de schubreptielen (Squamata). Wormhagedissen maken ondanks hun naam geen deel uit van de onderorde Lacertilia waartoe alle hagedissen behoren maar vormen een eigen groep binnen de schubreptielen. Vroeger werd dit overigens heel anders gezien en werden de wormhagedissen tot de hagedissen gerekend. Tot 2009 werden er drie families onderscheiden, tegenwoordig worden er zes families erkend. Er zijn ongeveer tweehonderd soorten in negentien geslachten, waarvan er vijf monotypisch zijn en slechts door een enkele soort wordt vertegenwoordigd.
De wetenschappelijke naam Amphis-baenia betekent tweezijdig bewegend. Wormhagedissen komen met name voor in Afrika en Zuid-Amerika, in delen van Noord-Amerika en Europa zijn ook enkele soorten te vinden. Alle soorten leiden een verborgen levenswijze omdat ze veel graven. Er is hierdoor nog niet veel bekend over de biologie en de levenswijze van veel soorten. De meeste wormhagedissen hebben nog geen Nederlandstalige naam.
Alle wormhagedissen leven ondergronds en jagen op kleine ongewervelde dieren zoals wormen, mieren en termieten. Grotere soorten maken ook wel kleine gewervelde dieren buit. De belangrijkste vijanden zijn slangen, een aantal slangen heeft zich zelfs gespecialiseerd in het eten van wormhagedissen waarbij ze in hun eigen hol worden verschalkt.

## Naamgeving en taxonomie
De wetenschappelijke naam van de groep werd voor het eerst voorgesteld door John Edward Gray in 1844. De eerste wormhagedissen werden beschreven in Carl Linnaeus beroemde werk Systema naturae. Hierin waren twee soorten opgenomen. In het werk van Gabriel Bibron en André Marie Constant Duméril uit 1839 waren al enkele tientallen soorten bekend. De meeste soorten zijn pas in de negentiende en twintigste eeuw wetenschappelijk beschreven. Een van de meest actieve biologen op het gebied van de wormhagedissen was Alexander Strauch. Deze bioloog heeft verschillende soorten voor het eerst van een wetenschappelijke naam voorzien.
Regelmatig worden er nieuwe soorten beschreven, in 2018 en 2019 alleen al zijn negen 'nieuwe' soorten toegevoegd, waaronder de in 2019 beschreven Amphisbaena arenicola.
De Nederlandse naam wormhagedissen slaat op de lichaamsvorm, ook in andere talen wordt een dergelijke naam gebruikt zoals het Engelse 'worm lizards'. In de Duitse taal worden de dieren 'dubbele hazelwormen' genoemd vanwege de 'twee' koppen. De wetenschappelijke naam Amphisbaenia is een samentrekking van de Griekse woorden amphis (tweezijdig) en bainein (bewegen).
Er is ook een groep fabeldieren die Amphisbaena genoemd wordt. Deze dieren zijn feitelijk tweekoppige slangen met aan ieder einde een kop.

## Verspreiding en habitat

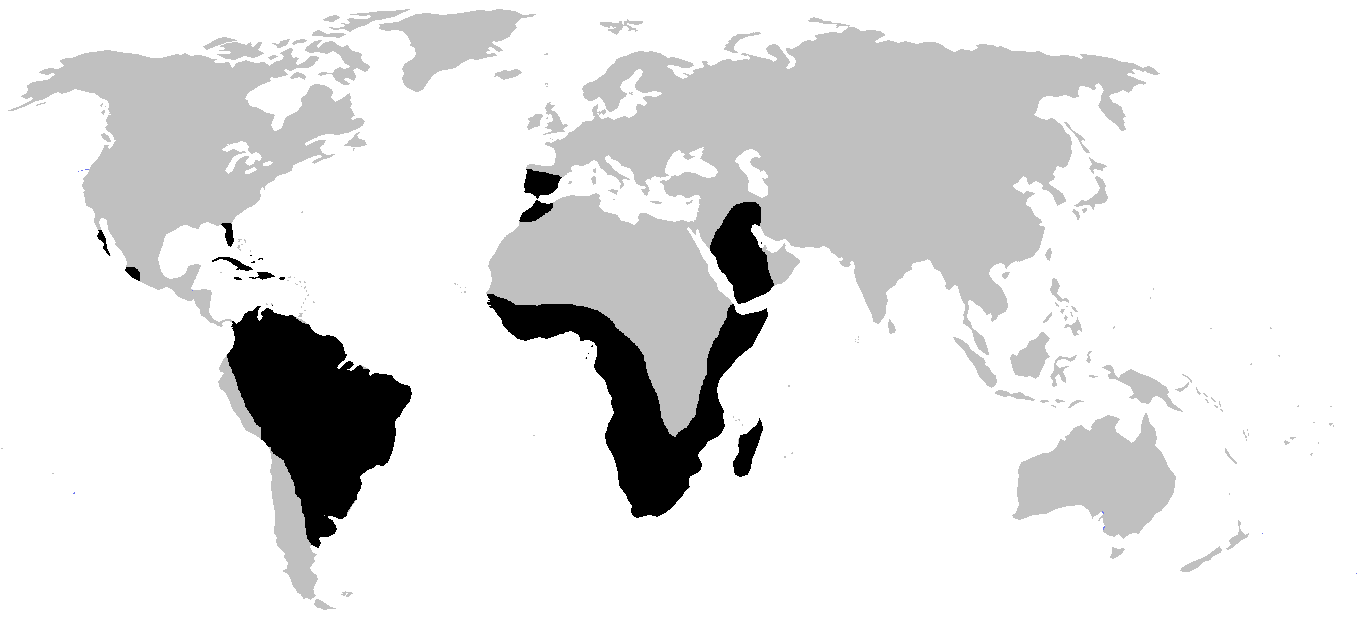
Wereldwijde verspreiding in het zwart.

Wormhagedissen hebben een complex verspreidingsgebied, ze komen in grote delen van de wereld voor maar ontbreken in geheel Azië en Australië. Hun verspreidingsgebied zou omschreven kunnen worden als de delen van continenten langs de Atlantische Oceaan. De habitat kan sterk uiteenlopen, maar geen enkele soort komt voor in rotsige streken aangezien ze hier geen holen kunnen graven.
Het grootste deel van het verspreidingsgebied beslaat delen van Zuid-Amerika. Hier komen verschillende soorten overal voor, behalve een strook in het westen van het continent, in delen van het Andesgebergte. Ook in Patagonië en de uiterst zuidelijke delen van het continent komen geen soorten voor.
In Noord-Amerika is het verspreidingsgebied aanmerkelijk kleiner, hier worden de wormhagedissen alleen vertegenwoordigd in het zuiden. De verspreidingsgebieden van de verschillende soorten in Zuid- en Noord-Amerika overlappen elkaar niet. De floridawormhagedis is de enige soort die in de Verenigde Staten voorkomt. Deze soort komt voor op het schiereiland van Florida, uit fossielen is bekend dat deze soort lang geleden ook in het noorden van Noord-Amerika voorkwam. In Mexico komen soorten voor in het uiterst westelijke schiereiland Baja California, en een tweede, afgescheiden gebied verder zuidelijk van ongeveer de steden Guadalajara tot Acapulco.
In Afrika komen de soorten voornamelijk in het zuidelijk deel van het continent voor. Op het zuidoostelijk gelegen eiland Madagaskar zijn overal wormhagedissen aan te treffen. Ze hebben zich noordwaarts verspreid langs de lijn tussen de landen Senegal en Eritrea. Alleen in een brede strook in het midden komen geen soorten voor. Populaties in Marokko behoren tot de Moorse wormhagedis, die in zuidelijk Europa voorkomt.
Aan de oostkant van Afrika smelt het verspreidingsgebied noordwaarts samen met de verspreiding op het Arabisch Schiereiland. Hier komen de wormhagedissen voor in Iran, Irak, Jemen en Saoedi-Arabië.
In Europa komen de wormhagedissen geïsoleerd voor en worden slechts vertegenwoordigd door een enkele soort; de Moorse wormhagedis (Blanus cinereus). Deze leeft in delen van het Iberisch Schiereiland; in Portugal en Spanje.
De habitat van wormhagedissen bestaat uit zanderige tot kleigronden. Sommige soorten zijn slechts in staat om gangen in los zand te graven, andere soorten kunnen in hardere kleigronden graven. Van enkele soorten is beschreven dat ze in vermolmd hout of in de toplaag van de strooisellaag leven.

## Uiterlijke kenmerken
Wormhagedissen hebben niet alleen een langwerpig lichaam maar zijn in de regel ook erg dun. Ze doen hierdoor op het eerste gezicht sterker denken aan een regenworm dan aan een reptiel. De dikte van het lichaam ten opzichte van de totale lichaamslengte is bij veel soorten het voornaamste verschil. Wormhagedissen zijn vaak relatief klein en dun en worden meestal ongeveer 30 tot 60 centimeter lang. Slechts van enkele wormhagedissen is bekend dat ze een totale lichaamslengte bereiken van meer dan een halve meter.
De kleinste soorten worden tot 8 centimeter lang en de grootste soort is de Zuid-Amerikaanse witte wormhagedis (Amphisbaena alba) die een lengte tot 75 centimeter kan bereiken. Wormhagedissen hebben vaak een cilindrisch lichaam met een opvallend afgeplatte kop.
Sommige soorten hebben voorpoten maar de meeste wormhagedissen zijn pootloos. Wormhagedissen leven ondergronds in zelfgegraven tunnels en zijn meestal volledig blind. De staart lijkt meestal op de afgeplatte kop, dit dient om vijanden te misleiden.
De lichaamskleur van de verschillende soorten varieert van wit tot zwart en ook oranje, groene, blauwe en gele soorten komen voor. Daarnaast kent een aantal soorten onderlinge variaties in patronen en kleuren. Veel wormhagedissen zijn vernoemd naar hun lichaamskleur, zoals Blanus cinereus, waarbij cinereus 'askleurig' betekent en Amphisbaena alba, dat letterlijk 'witte wormhagedis' betekent.

### Kop

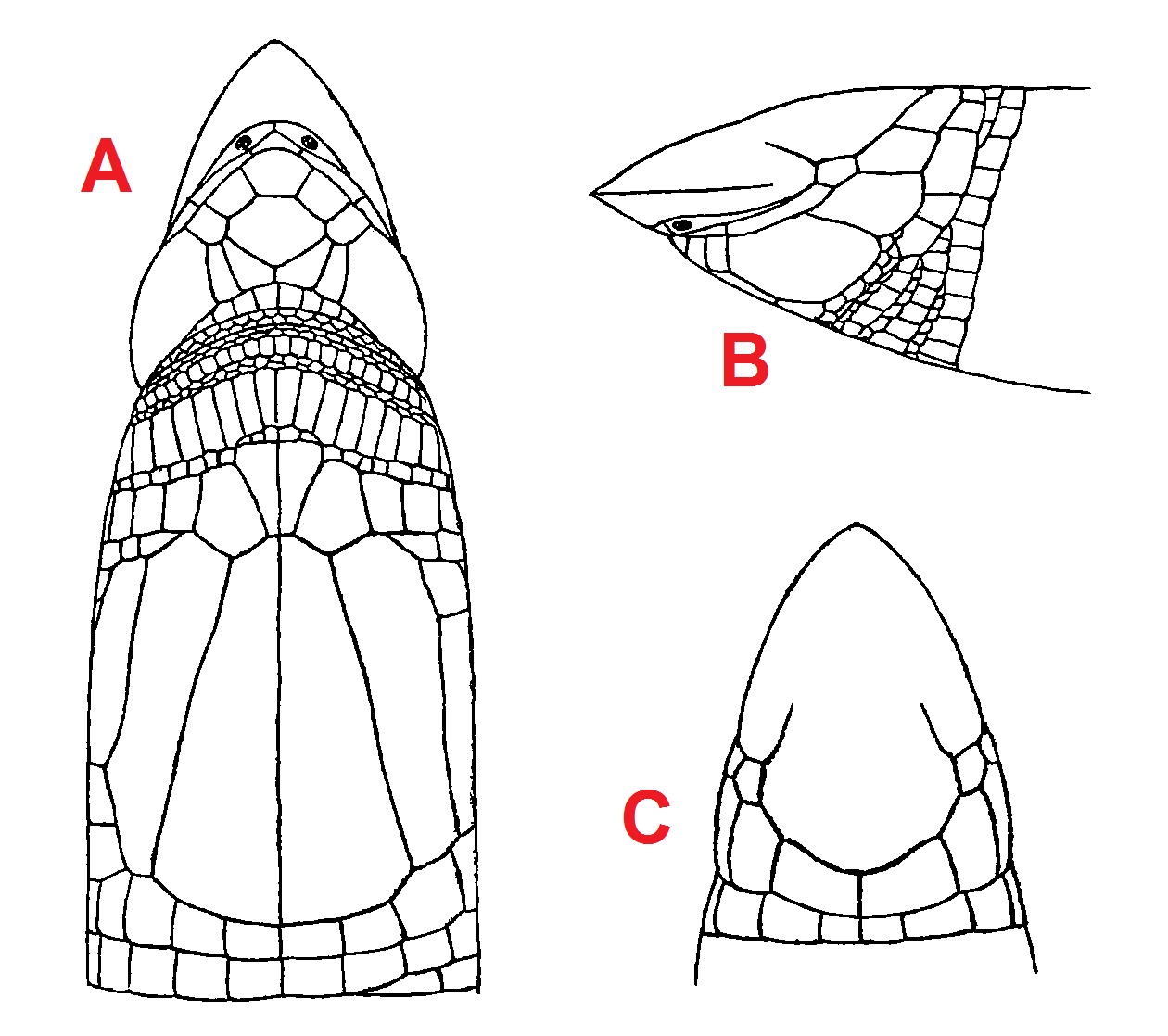
Kop van een Amphisbaena- soort, met de bovenzijde (A) links, de zijkant (B) rechtsboven en de onderzijde (C) rechtsonder.

De kop dient altijd als een graaforgaan dat de aarde verplaatst en aandrukt, de werking is vergelijkbaar met een schoffel. De kop is soms voorzien van verhoornde randen die de graaffunctie ondersteunen. Een voorbeeld is de Zuid-Amerikaanse soort Amphisbaena kingii.
De kop is altijd duidelijk wigvormig wat dient om beter te kunnen graven. Bij veel soorten lijkt de kop sterk op de staartpunt, wat dient om vijanden te misleiden. De ogen van de wormhagedissen zijn altijd verborgen onder een schub, ze zijn slechts zichtbaar als donkere plekjes. De wormhagedis kan geen beeld vormen maar alleen grove lichtverschuivingen waarnemen. Wormhagedissen hebben geen uitwendige gehooropeningen, deze worden verborgen door de schubbenhuid. De neusgaten zijn wel ontwikkeld maar zijn klein en staan meer zijwaarts gericht.
De schedel van wormhagedissen wijkt af van die van slangen en hagedissen en is een van de belangrijkste redenen waarom de wormhagedissen als een aparte orde wordt beschouwd.
De schedelvorm verschilt per groep, er zijn drie typen schedels te onderscheiden. Een deel van de wormhagedissen heeft een kegelvorige kop, die dient om zich een weg door het zand te duwen. Dergelijke soorten kunnen alleen leven in een losgebonden bodem. Een tweede groep heeft een wigvormige schedelvorm, deze dient om zand aan het eind van de gang weg te schrapen en aan te drukken. De derde vorm heeft een zijdelings afgeplatte schedel, deze wordt gebruikt om het zand weg te schrapen door van links naar rechts te bewegen.
De positie van de tanden kan eveneens verschillen. Soorten uit de familie tweepotige wormhagedissen hebben tanden die aan de binnenzijde van de kaak gehecht zijn, dit wordt pleurodont genoemd. Soorten uit de familie puntstaartwormhagedissen hebben tanden die boven op de kaakrand gepositioneerd zijn, dit wordt acrodont genoemd. De tanden zijn altijd zo geplaatst dat ze tussen elkaar komen bij een gesloten bek. In de bovenkaak is altijd een oneven aantal tanden aanwezig en in de onderkaak is een even aantal aanwezig. Een gebitsafdruk van een wormhagedis doet hierdoor aan alsof een zigzagschaar is gebruikt. Alle wormhagedissen bezitten daarnaast een enkelvoudige, ongepaarde tand die in de bovenkaak zit. Ee dergelijke ongepaarde tand komt ook wel voor bij andere reptielen, zoals hagedissen en schildpadden. Bij deze groepen valt de tand na enige tijd af, bij de wormhagedissen echter wordt de tand vervangen.
De kaakdelen zijn bij vrijwel alle soorten ongelijk van vorm. Hierbij is de bovenkaak groter dan de onderkaak, de bovenkaak bedekt bij een gesloten bek de gehele onderkaak. Deze kaakvorm wordt wel onderstandig genoemd. Een uitzondering is de Moorse wormhagedis (Blanus cinereus), die gelijkvormige kaken heeft.

### Lichaam

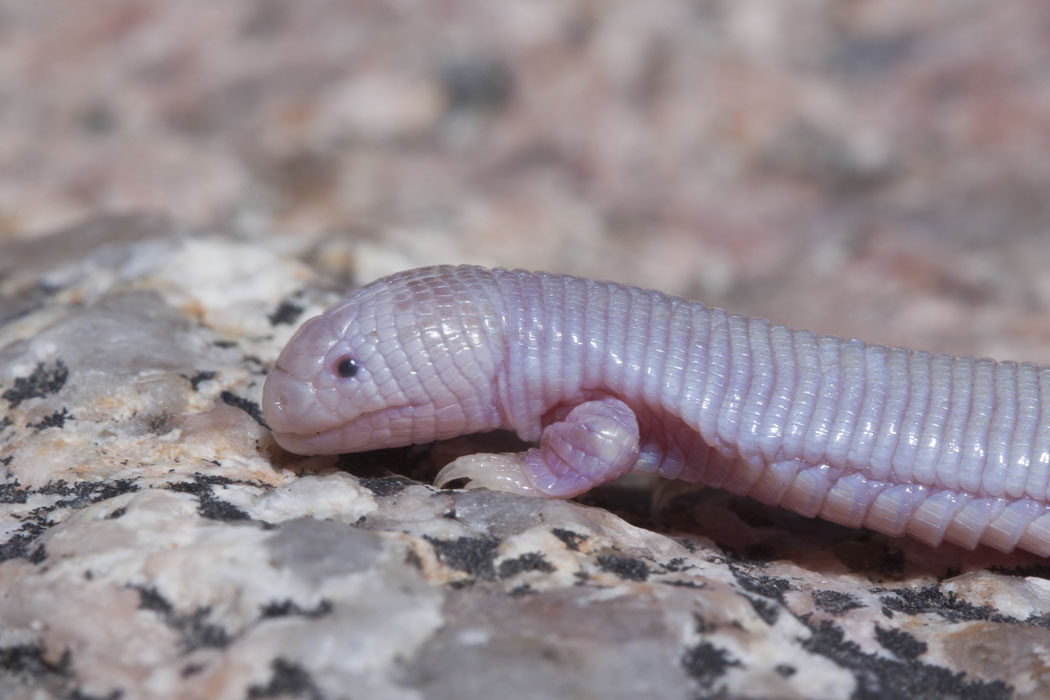
De Mexicaanse wormhagedis of ajolote heeft twee goed ontwikkelde voorpoten.

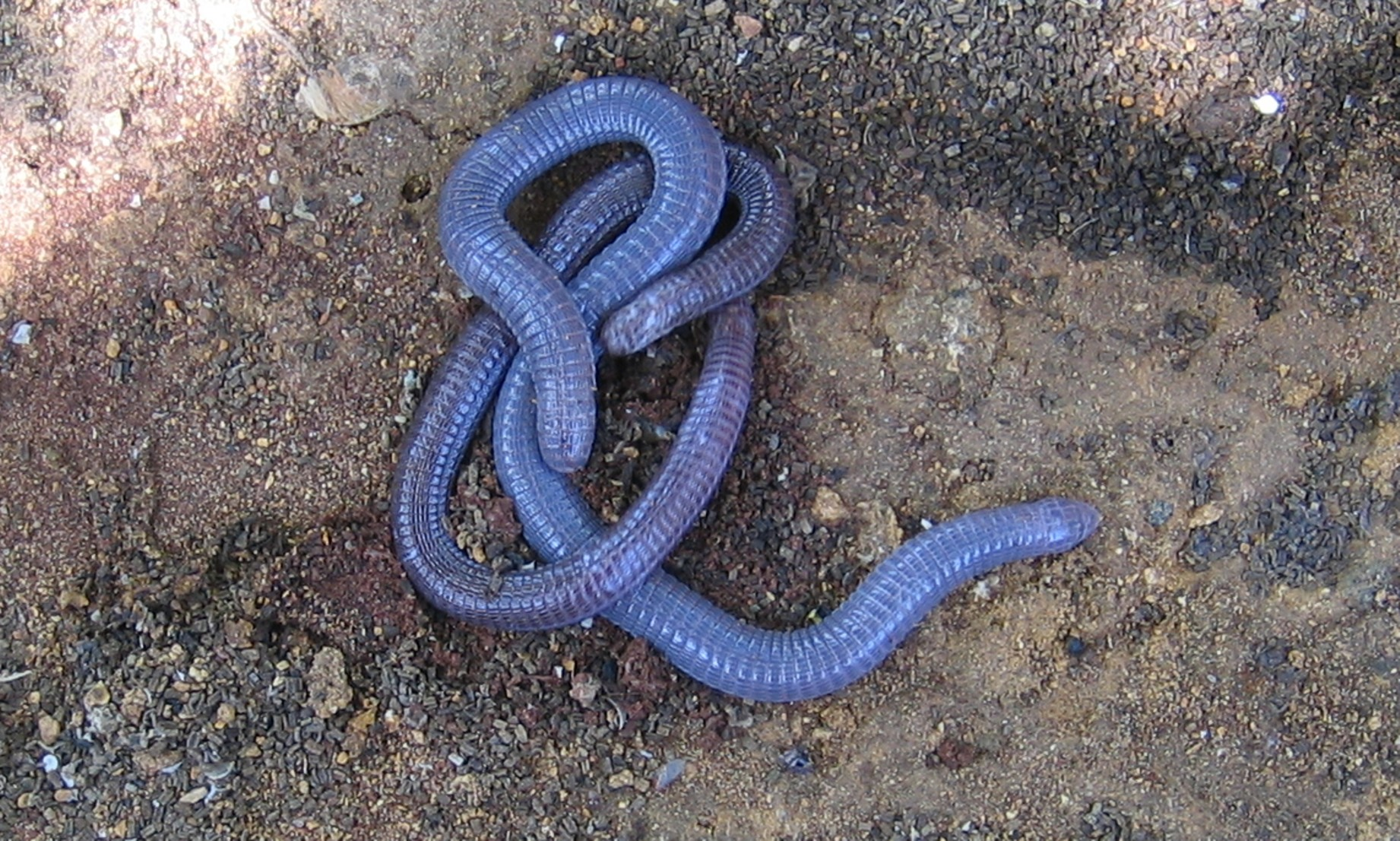
Twee exemplaren van de Moorse wormhagedis, de kop en staart zijn moeilijk uit elkaar te houden.

De romp is het deel van het lichaam tussen de kop en de staart, bij de meeste hagedissen is dit duidelijk te zien door de vergrote schedel aan de voorzijde en de positie van de poten aan de achterzijde van het lichaam. Wormhagedissen echter hebben een kop die naadloos aansluit op de romp en waar het lichaam ophoudt en de staart begint is alleen aan de onderzijde te zien aan de positie van de cloaca.
De huid is volledig bedekt door de schubben die een glad oppervlak hebben, de schubben verlappen elkaar en geven een stevige bepantsering. Bij andere reptielen komen soms gekielde schubben voor zoals bij een aantal slangen. Dergelijke kielen bieden een sterke grip, maar dit zou de wormhagedissen alleen maar in de weg zitten. De schubben zijn in ringen rond het lichaam gegroepeerd, zodat een geleed uiterlijk ontstaat. Deze ringen worden de annuli genoemd. Het aantal correspondeert altijd met het aantal wervels. Bij alle soorten -op een na- is het aantal ringen het dubbele van het aantal wervels. Alleen de Moorse wormhagedis wijkt hiervan af en heeft slechts een enkele ring per wervel.
Inwendig is het lichaam eveneens aangepast aan de langwerpige lichaamsvorm. Zo zijn enkele gepaarde organen zoals de nier niet naast elkaar gelegen maar in elkaars verlengde. Sommige organen zijn gedegenereerd, zoals ook bij andere langwerpige reptielen het geval is zoals de slangen. Een voorbeeld zijn de longen, bij wormhagedissen is de rechterlong verdwenen en is alleen de linkerlong nog functioneel. Bij slangen is dit net andersom; bij deze reptielen is de linkerlong gereduceerd.
Wormhagedissen stammen af van dieren met poten maar deze zijn vaak volledig gedegenereerd en ze hebben in de regel geen poten of restanten daarvan. Soms zijn restanten van de poten of bijvoorbeeld de schoudergordel inwendig nog te zien maar deze kunnen ook geheel ontbreken. Van pootloze hagedissen zoals de heuppotigen en slangen zoals de pythons is bekend dat ze soms duidelijke restanten van de poten hebben in de vorm van flapachtige uitsteeksels. Bij de wormhagedissen is dit echter niet het geval, uitgezonderd de soorten uit de familie tweepotige wormhagedissen (Bipedidae). Deze soorten hebben zelfs goed ontwikkelde poten die aan de voorzijde van het lichaam gepositioneerd zijn. Opmerkelijk is dat de binnenste vingers van deze dieren meer vingerkootjes hebben dan de poten van andere reptielen.
Bij alle reptielen waarbij de poten zijn gedegenereerd, zijn het de voorpoten die het eerst verdwijnen en daarna pas gaan de achterpoten verloren. Bij de wormhagedissen hebben de enige van poten voorziene vertegenwoordigers voorpoten maar geen achterpoten.

### Staart
Net als andere reptielen hebben wormhagedissen een staart, deze ondersteunt vaak de voortbeweging of speelt een rol in de verdediging.
De relatieve lengte van de staart kan sterk verschillen per familie. De kleinere soorten hebben vaak een langere staart terwijl de grotere soorten juist een zeer korte staart hebben die nog geen tiende van de totale lichaamslengte beslaat. Dergelijke grotere soorten gebruiken hun staart vaak om zich af te zetten bij het graven van een tunnel.
Waar het lichaam eindigt en de staart begint is vanaf de bovenzijde nauwelijks te zien. Aan de onderzijde is de staart het deel van het lichaam achter de cloaca.
De staart van een wormhagedis kan op verschillende manieren worden gebruikt bij de verdediging. De staart wordt bijvoorbeeld gebruikt om een slang te imiteren, door deze op te richten en heen en weer te wiegen. De punt van de staart heeft bij veel soorten eenzelfde kleur en afplatting als de kop. Net als een aantal hagedissen kennen de wormhagedissen caudale autotomie. Dit wil zeggen dat ze een deel van de staart kunnen loslaten als hieraan wordt getrokken (zie ook onder Verdediging). De grotere soorten hebben een zeer korte staart en kunnen deze niet afwerpen.

### Onderscheid met andere groepen

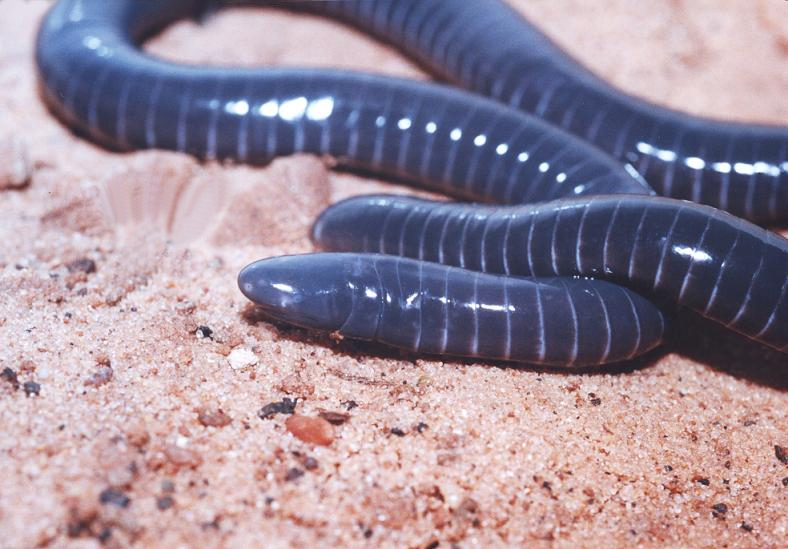
Wormsalamanders, afgebeeld is Siphonops paulensis zijn sterk gelijkend maar hebben geen schubben.

Wormhagedissen zijn in het veld met verschillende groepen dieren te verwarren. Het meest gelijkend zijn wormsalamanders, die eveneens lang en dun zijn en ringvormige segmenten hebben. Wormsalamanders hebben net zoals de wormhagedissen ook tanden maar rudimentaire ogen. Ze hebben echter nooit schubben en voelen slijmerig aan, in tegenstelling tot alle wormhagedissen.
Een aantal regenwormen is moeilijk te onderscheiden van de wormhagedissen, vooral als het gaat om kleinere soorten. Een voorbeeld is de soort Amphisbaenia vanzolinii, die alleen bij nadere bestudering van een regenworm kan worden onderscheiden.
De meeste slangen zijn gemakkelijk te onderscheiden, daar zij duidelijk zichtbare ogen hebben. Ook sommige skinken en hazelwormen lijken op wormhagedissen, maar veruit de meeste soorten hebben duidelijke ogen en missen de ringvormige rijen schubben. Hagedissen en slangen bewegen zich altijd kronkelend voort, terwijl wormhagedissen een meer rupsachtige tred hebben en zich in één lijn bewegen.

## Levenswijze

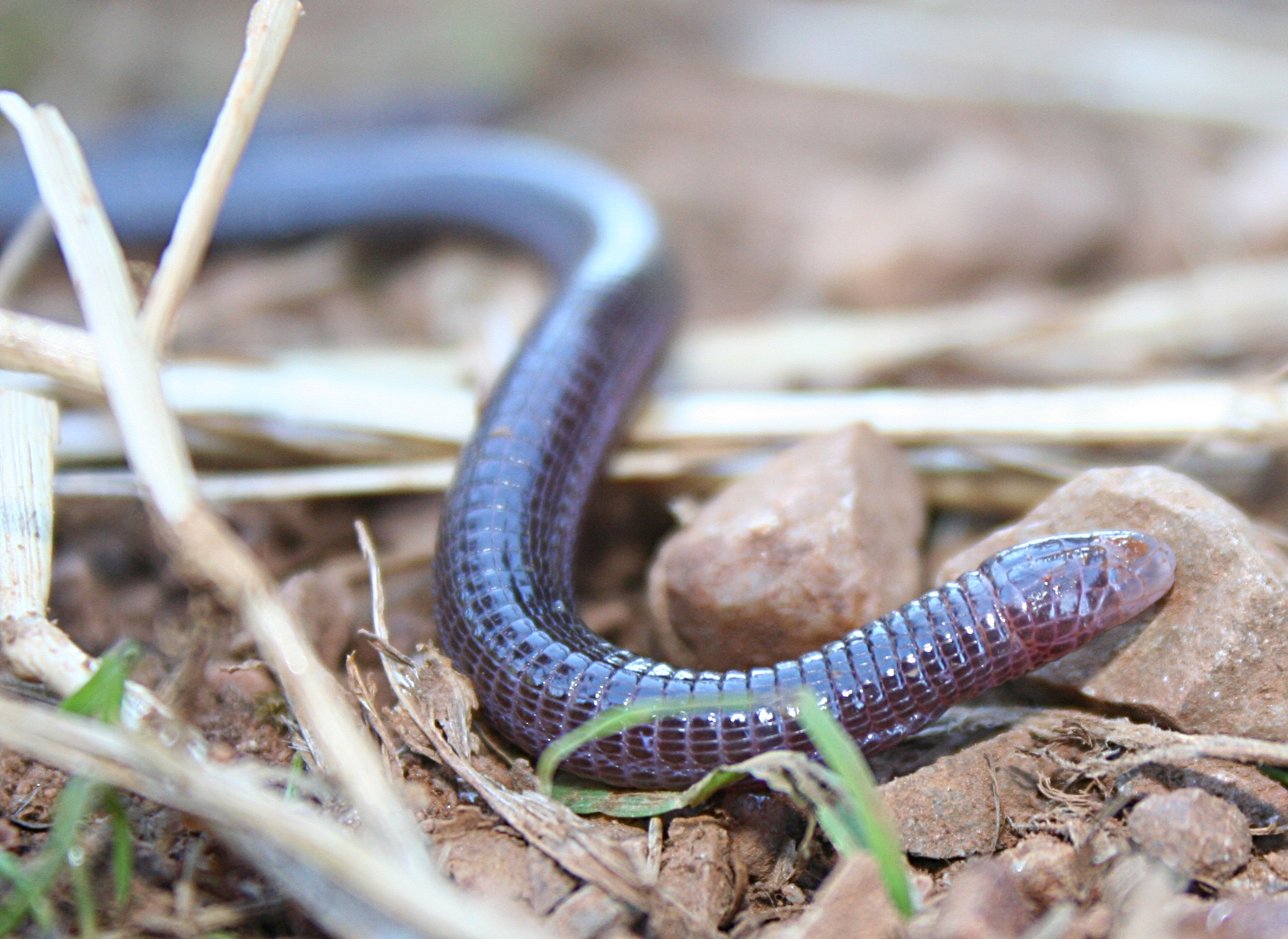
Alle soorten zijn bodembewonend, afgebeeld is de Moorse wormhagedis (Blanus cinereus).

De levenswijze van veel soorten is nog een mysterie, van enkele soorten die in dierentuinen in leven worden gehouden zijn wat meer details bekend. Wormhagedissen leven verborgen en worden zelden gezien door de mens. Geen enkele soort staat bekend als schadelijk, de meeste wormhagedissen ruimen grote hoeveelheden insecten op en worden algemeen beschouwd als nuttige dieren. Daarnaast zijn ze onmisbaar als voedsel voor een aantal koraalslangen die zich op de wormhagedissen hebben gespecialiseerd.
Wormhagedissen bewegen zich altijd in een rechte lijn en niet kronkelend zoals de slangen. Wormhagedissen kunnen zich zowel voorwaarts als achterwaarts even snel bewegen in hun holen.
De Engelse zeevaarder William Dampier beschreef een wormhagedis al in 1699, en vermeldde dat het ging om een gevaarlijk dier. De natuuronderzoeker David Friedrich Weinland was hier zo verbolgen over dat hij een pas ontdekte soort de naam Amphisbaenia innocens gaf, wat 'onschuldige wormhagedis' betekent.

### Graven van holen
Binnen de hagedissen en de slangen zijn er verschillende groepen als echte gravers aan te merken, zoals respectievelijk de heuppotigen en de graafadders. Binnen de wormhagedissen echter is een ondergrondse levenswijze de norm. Alle soorten verblijven overdag in zelfgegraven holen onder de grond. Veel soorten komen niet verder dan enkele decimeters, andere kunnen tot enkele meters diep komen. Alleen bij hevige regenval komen ze bovengronds omdat ze anders zouden verdrinken. Van een aantal soorten is bekend dat ze ook 's nachts op het land vertoeven. De tunnels worden niet alleen gebruikt om zich te verplaatsen op zoek naar voedsel of een partner, ook worden ze gebruikt om de lichaamstemperatuur te regelen. De wormhagedis kruipt naar een lager deel van de tunnel als het te warm wordt en zoekt het hogerop als de temperaturen dalen.
Net als regenwormen bewegen wormhagedissen zich voort door met de kop het zand opzij te duwen en zich vervolgens schrap te zetten en vooruit te komen door de ringen van de huid te bewegen. Het afplatten dan wel opbollen van de segmentringen zorgen voor houvast van de wormhagedis en het kleiner en groter maken van de segmentringen plaatsen het dier voort.
Wormhagedissen worden vaak gevonden in mierennesten. In Brazilië worden wormhagedissen door de plaatselijke bewoners wel mierenmoeders genoemd. Men denkt dat de reptielen in het mierennest door de mieren worden gevoed en verzorgd. Het tegendeel is echter waar, wormhagedissen leven vaak van sociale insecten zoals mieren en termieten, in de nesten worden soms de eieren afgezet. Ook van andere reptielen weten we dat ze hun eieren bij voorkeur in een termietennest afzetten, zoals Goulds varaan (Varanus gouldii). De relatieve luchtvochtigheid en de temperatuur van het mierennest zijn relatief hoog en bovendien stabiel, wat belangrijk is voor de ontwikkeling van de embryo's. De wormhagedis heeft een stevig pantser van schubben maar toch zijn niet alle mieren weerloos; van een aantal soorten is bekend dat ze zich zo fel verdedigen dat de wormhagedis zijn hol uit vlucht.

### Voedsel

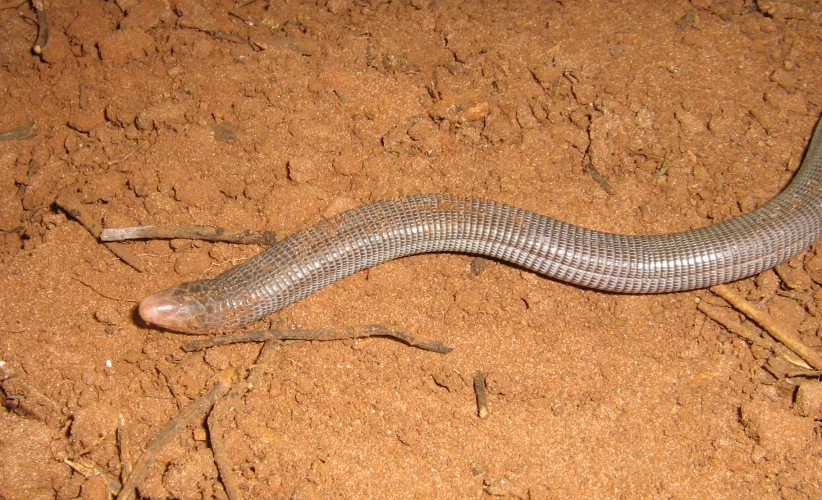
Amphisbaena mertensii, nachtelijk foeragerend.

Wormhagedissen zijn voor zover bekend strikt carnivoor. De meeste soorten leven van kleine ongewervelde dieren zoals regenwormen en insecten en de larven. De floridawormhagedis heeft voornamelijk regenwormen en spinnen op het menu staan. Ook kleine duizendpoten en andere insecten worden gegeten. Uit onderzoek van de maaginhoud van wormhagedissen blijkt dat ze voornamelijk mieren en termieten eten. Deze zijn zo klein dat ze na te zijn gekraakt door de kaken in één keer kunnen worden doorgeslikt. Ook sommige kleinere gewervelden worden gegeten, deze kunnen vaak ook in één keer worden verzwolgen.
Grotere soorten wormhagedissen kunnen grotere prooien aan en ook dode dieren worden gegeten. Dergelijke prooien kunnen echter niet in één keer worden verorberd. Deze wormhagedissen eten op een manier die is te vergelijken met de tafelmanieren van krokodilachtigen. Voor veel hagedissen en slangen is het niet mogelijk om voedsel te eten dat te groot is om in één keer door te slikken. Prooien van de wormhagedissen worden soms gegeten door stukken weefsel uit de prooi te bijten. Door de in elkaar vallende tandenrijen, die een met een schaar vergelijkbare functie hebben, wordt steeds een driehoekig stuk uit de prooi 'geknipt'. Hierbij wordt het lichaam om de lengteas gerold totdat het brok voedsel loskomt. Bij krokodillen wordt dit wel de 'roll of death' genoemd.
Van exemplaren die in gevangenschap werden gehouden is wel bekend dat ze in leven kunnen worden gehouden met ontdooide diepvriesvis.
Wormhagedissen moeten ook water tot zich nemen maar zijn door hun ondergrondse levenswijze niet in staat om te drinken. Ze mijden dieptes die dicht bij het grondwaterspiegel liggen omdat ze in hun hol verrast kunnen worden door een onverwachte stijging, bijvoorbeeld na een regenbui. Vroeger werd wel gedacht dat de wormhagedissen een permeabele huid bezaten waardoor water kon worden opgenomen, net als de amfibieën. Ze zijn echter in staat om water uit de omringende bodem op te nemen door middel van capillaire werking. Middels kleine kanaaltjes in hun kop wordt het water uit de bodem naar de bek geleid waar het vervolgens wordt doorgeslikt. Een dergelijke aanpassing van de huid is ook van enkele hagedissen bekend, zoals de bergduivel (Moloch horridus).

### Jacht
Het voedsel wordt opgespoord door de trillingen op te merken die door in de bodem levende diertjes worden geproduceerd. Hiertoe wordt de kop tegen de bodem gedrukt. Wormhagedissen hebben geen gehooropeningen en kunnen waarschijnlijk slechts beperkt trillingen in de lucht waarnemen. Ze zijn echter zeer goed in staat om trillingen waar te nemen die zich door de bodem verplaatsen. Een wormhagedis beweegt zich altijd gericht naar degelijke trillingsbronnen.
Bij het opsporen van de prooi wordt ook gebruikgemaakt van de tong om geurdeeltjes uit de omgeving op te nemen. Vervolgens wordt de tong in de bek teruggetrokken en wordt de tong langs een gevoelig zintuiglijk orgaan gestreken. Dit zintuiglijk weefsel 'proeft' de deeltjes om te bepalen of de geur afkomstig is van een vijand of een prooi. Het geheel aan weefselstructuur wordt wel het orgaan van Jacobson genoemd en komt bij meer groepen van reptielen voor.

### Vijanden
Wormhagedissen hebben vooral slangen als belangrijke vijand. Vanwege het grote verspreidingsgebied van de wormhagedissen zijn de verschillende vijanden afhankelijk van de locatie. In Zuid-Amerika en delen van Noord-Amerika zijn het vooral de koraalslangen uit het geslacht Micrurus waarvan de wormhagedissen te vrezen hebben. Deze giftige slangen sporen de wormhagedis op in zijn eigen hol. Koraalslangen zijn zeer giftig en doden hun prooi met een enkele beet. Sommige soorten eten waarschijnlijk nauwelijks andere prooien als er voldoende wormhagedissen voorhanden zijn.
In Afrika komen geen koraalslangen voor, hier zijn de soorten uit de familie Lamprophiidae geduchte vijanden. Voorbeelden zijn soorten uit de geslachten Amblyodipsas, Lycophidion en Xenocalamus die onder andere op wormhagedissen jagen. In streken waar wormhagedissen veelvuldig voorkomen hebben deze slangen zich eveneens gespecialiseerd in het eten van wormhagedissen.
De belangrijkste vorm van verdediging is het misleiden van de vijand. Veel wormhagedissen hebben een afgeplatte staartpunt die lijkt op de wigvormige kop. Bij verstoring wordt de staartpunt omhoog gehouden en heen- weer bewogen zodat deze doet denken aan de kop van gealarmeerde slang. Veel soorten – echter niet allemaal – kunnen hun staart afwerpen ter verdediging (zie ook onder Staart).

### Verdediging

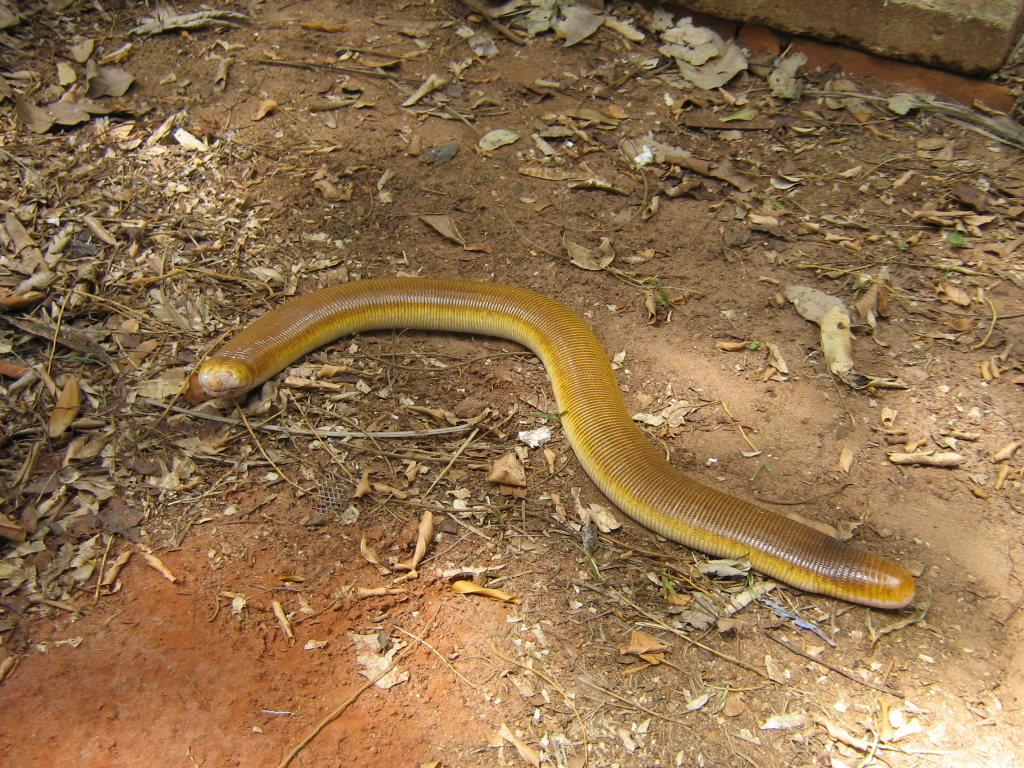
Witte wormhagedis met een op de kop gelijkende staartpunt. De kop zit hier aan de linkerzijde.

Net als een aantal hagedissen kennen de wormhagedissen caudale autotomie. Dit wil zeggen dat ze een deel van de staart kunnen loslaten als hieraan wordt getrokken. Zo kan de wormhagedis ontsnappen aan een vijand terwijl de heftig kronkelende staart de vijand bezighoudt. Als de wormhagedis voor een vijand uit vlucht in zijn hol kan de staartpunt als een soort 'stopplug' worden gebruikt, zodat de wormhagedis kan vluchten. De staart breekt altijd af bij een voorgevormde zwakke staartwervel. Nadat de staart is afgeworpen sluiten de staartspieren zich rond de breuk en worden bloedvaten dichtgeknepen. Zo wordt bloedverlies sterk beperkt. In tegenstelling tot veel hagedissen groeit de staartpunt van een wormhagedis nooit meer aan. De wormhagedis kan deze tactiek dus slechts eenmaal gebruiken. Autotomie komt niet bij alle soorten voor, bij de echte wormhagedissen (Amphisbaenidae) ontbreekt een dergelijk breukvlak in de staart.
De staart wordt ook gebruikt om slangen te imiteren, de staartpunt is net als de kop vaak lichter van kleur en afgerond. Als een wormhagedis zich bedreigd voelt worden het lichaam en de kop tegen de bodem gehouden terwijl de staart wordt opgericht en gekromd terwijl deze heen- en weer wiegende bewegingen maakt. Dit doet denken aan een boze slang en zowel dieren als mensen worden hierdoor afgeweerd. Een dergelijk gedrag waarbij onschuldige soorten de meer gevaarlijk dieren imiteren wordt mimicry genoemd. In de streken waar wormhagedissen in het wild voorkomen worden ze hierdoor zelfs als gevaarlijk beschouwd.
Wormhagedissen vormen in de regel geen gevaar voor de mens. Geen enkele soort is giftig en de meeste soorten zijn simpelweg te klein om mensen te bijten. In landen van Noord-Afrika wordt wel gedacht dat een wormhagedis een jonge versie is van de gevaarlijke hoornadders uit het geslacht Cerastes. Dit heeft uiteraard geen enkele relatie tot de werkelijkheid.
De weinige soorten die hun bek ver genoeg kunnen openen om de huid van de mens te beschadigen kunnen met de tanden slechts ondiepe krassen toebrengen. Alleen van grotere soorten is bekend dat ze gemeen kunnen bijten, zoals de witte wormhagedis (Amphisbaena alba). Van deze soort is beschreven dat het een deel van een vinger kan afbijten.

## Voortplanting en ontwikkeling
Wormhagedissen zijn solitaire dieren die ieder hun eigen ondergrondse tunnelstelsels bewonen en alleen op zoek gaan naar een partner tijdens de paartijd. Omdat ze ondergronds leven zijn ze moeilijk te bestuderen, zelfs als wormhagedissen in gevangenschap worden gehouden zoals in een terrarium is er weinig te zien. Hierdoor is er niet veel bekend over leefgewoonten zoals de balts of eventueel territoriaal gedag.
De meeste soorten wormhagedissen zijn eierleggend. Slechts enkele soorten zijn eierlevendbarend wat betekent dat de eieren direct of zelfs voor het afzetten al uitkomen. De juvenielen lijken vaak al sprekend op hun ouders al zijn ze een stuk kleiner. Eierlevendbarendheid komt met name voor bij de Afrikaanse soorten. Voorbeelden van dergelijke soorten zijn alle soorten uit het geslacht Chirindia, de schaakbordwormhagedis (Trogonophis wiegmanni) en de soorten uit het Oost-Afrikaanse geslacht Loveridgea. Van sommige soorten is iets meer bekend, zoals de schaakbordwormhagedis, genoemd naar het zwart geblokte vlekkenpatroon op de rug. De vrouwtjes zijn levendbarend en zetten slechts om de twee tot drie jaar eieren af. Het lichaamsgewicht van een vrouwtje kan hierbij meer dan verdubbelen tijdens de zwangerschap. Ook de soort Monopeltis capensis zet levende jongen af, dit zijn er altijd één tot drie. Over de incubatietijd van vrijwel alle soorten is nog weinig bekend. Ook de levenswijze van de juvenielen is nog niet onderzocht bij de meeste soorten.
Wormhagedissen zetten hun eieren af in de grond. De vrouwtjes van reptielen krijgen naarmate hun zwangerschap vordert een steeds dikker lichaam door de groei van de embryo's. Een aantal soorten wormhagedissen heeft zich hierop aangepast; het eerst afgezette ei bevat het grootste embryo. Alle daaropvolgende eieren hebben een kleiner embryo wat de uitdijing van het lichaam van de vrouwtjes sterk vermindert.

## Evolutie

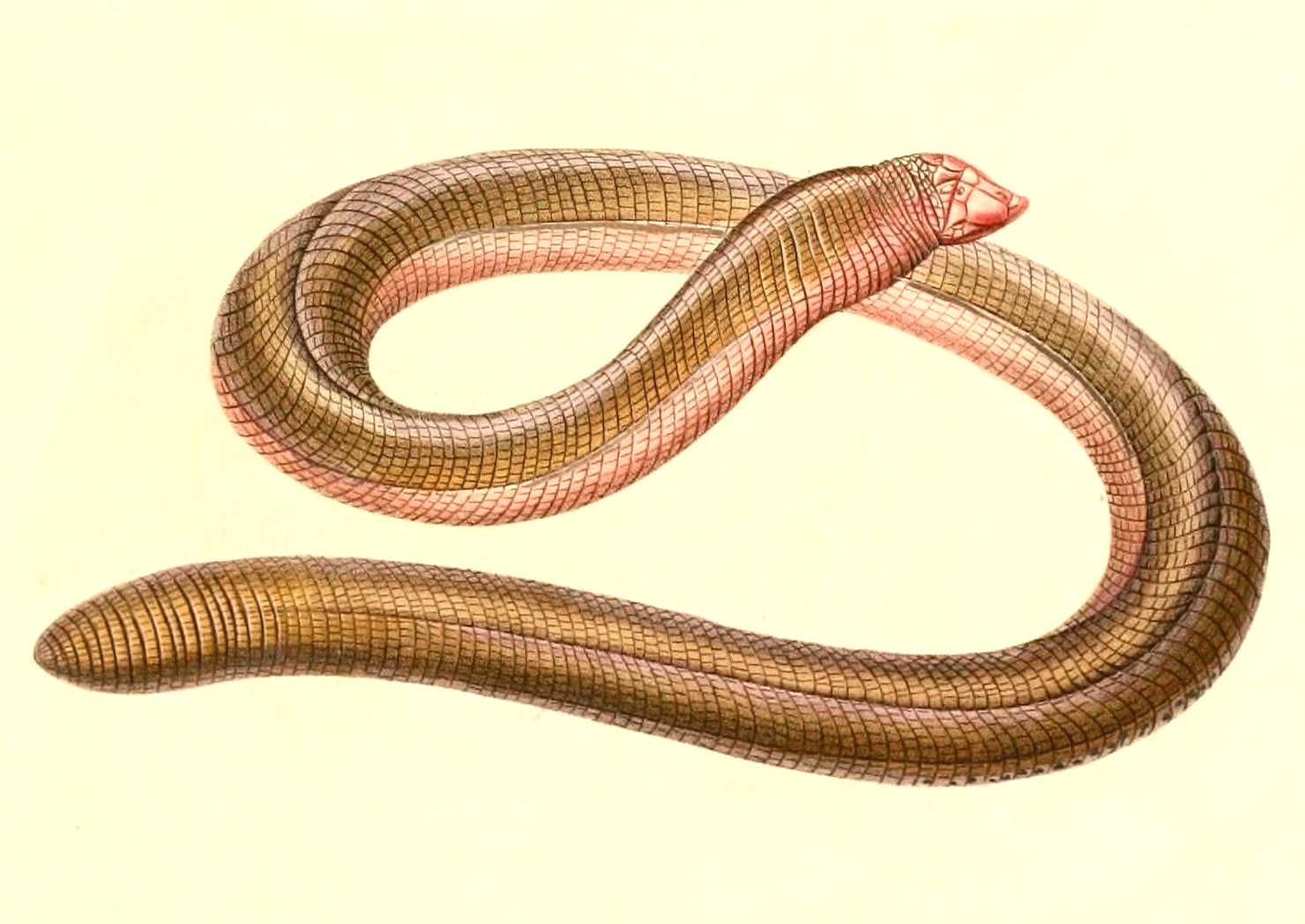
Tekening van Amphisbaena microcephalum.

De eerste vormen van reptielen die als volwaardige wormhagedissen worden beschouwd zijn fossielen uit het Eoceen. Wormhagedissen zijn altijd een bron van verwarring geweest wat betreft de plaats van de groep binnen de reptielen. Ze bezitten een aantal opmerkelijke eigenschappen. In oudere publicaties werd zelfs geopperd dat ze wellicht niet eens tot de reptielen zouden moeten worden ingedeeld. Deze laatste theorie wordt overigens verworpen, maar wormhagedissen blijven een groep van reptielen waar nog veel vragen over zijn. Ze zijn in ieder geval niet te beschouwen als een schakel tussen de hagedissen en de slangen, waar al lange tijd naar gezocht wordt.
Wormhagedissen komen alleen voor in de Amerika's en aan de andere kant van de Atlantische Oceaan in Afrika. Het verspreidingsgebied van de groep reptielen is wel gebruikt als argument in de verklaring van de platentektoniek, waarbij continenten die eerder tegen elkaar lagen zich nu van elkaar af bewegen. Afgaand op moleculaire data van bestaande soorten, is het echter onwaarschijnlijk dat dit de reden is voor hun diverse verspreidingsgebied: de verspreiding van wormhagedissen zou pas na het uitsterven van de dinosauriërs hebben plaatsgevonden, circa 66 miljoen jaar geleden, toen de werelddelen al uit elkaar waren gedreven. Een hypothese is dat ze drijvend op vegetatie naar de verschillende continenten zijn uitgezwermd. Dezelfde data toont aan dat de hagedissen in minstens drie keer verspreid zou zijn geraakt: van Noord-Amerika naar Europa, van Noord-Amerika naar Afrika en van Afrika naar Zuid-Amerika.
Wormhagedissen hebben eigenschappen die ze met slangen delen, maar er zijn ook kenmerken die alleen bij hagedissen voorkomen. Het meestal ontbreken van poten doen denken aan een slang, de anatomie en bouw van de kaak, een belangrijk verschil tussen hagedissen en slangen, aan een hagedis. Hoewel veel soorten zichtbare ogen hebben zijn deze vaak rudimentair. In 2011 werd een studie gepubliceerd die monofylie suggereert tussen hagedissen en wormhagedissen op basis van de morfologie van een tussenvorm, Cryptolacerta.

### Huidige indeling
Tot recentelijk werden er drie families onderscheiden, op basis van kenmerken van de schedel en het al dan niet bezitten van poten. Anno 2019 worden er zes families en 198 soorten erkend die verdeeld zijn in negentien geslachten. In Europa komt alleen de Moorse wormhagedis (Blanus cinereus) nog voor maar is zeldzaam. In het verleden werden wormhagedissen als aparte hagedissenfamilie beschouwd. Tegenwoordig worden wormhagedissen gezien als een aparte onderorde van de Squamata, met dank aan de ontwikkeling van de DNA-techniek.
Wormhagedissen wijken sterk af van de andere schubreptielen ofwel de hagedissen en de slangen. De belangrijkste verschillen zijn;
- De schedel is sterk aangepast.
- De schubben zijn in ringen gepositioneerd.
- De ogen zijn onder een (vaak doorzichtige) schub gelegen.
- De rechterlong is volledig gedegenereerd, bij slangen en pootloze hagedissen is dit de linkerlong.
- Soorten die poten hebben dragen voorpoten, bij andere reptielen gaan altijd eerst de voorpoten verloren en dan pas de achterpoten.
- Wormhagedissen hebben een sterk afwijkende tandformule
- De staart is bij alle soorten zeer kort.

### Indeling

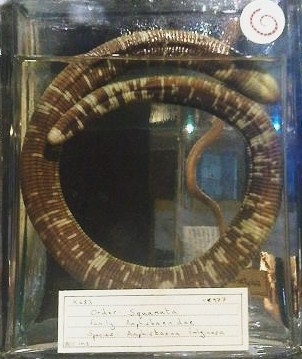
Een geprepareerde gevlekte wormhagedis in een collectie.

Onderstaand zijn alle families en geslachten van de wormhagedissen weergegeven, inclusief de auteurs de verspreidingsgebieden. Zie voor alle soorten de lijst van wormhagedissen.
| Naam en auteur                                              | Verspreidingsgebied                                | Aantal soorten |
| Familie Wormhagedissen (Amphisbaenidae) Gray, 1865          | Familie Wormhagedissen (Amphisbaenidae) Gray, 1865 | Familie Wormhagedissen (Amphisbaenidae) Gray, 1865 |
| ----------------------------------------------------------- | -------------------------------------------------- | --- |
| Amphisbaena Linnaeus, 1758                                  | 99                                                 | Zuid-Amerika: Argentinië, Bolivia, Brazilië, Colombia, Cuba, Ecuador, Frans-Guyana, Guyana, Haïti, Hispaniola, Maagdeneilanden, Paraguay, Peru, Puerto Rico, Suriname, Trinidad, Uruguay, Venezuela |
| Ancylocranium Parker, 1942                                  | 3                                                  | Afrika; Ethiopië, Somalië, Tanzania |
| Baikia Gray, 1865                                           | 1                                                  | Afrika; Nigeria, mogelijk Kameroen |
| Chirindia Boulenger, 1907                                   | 5                                                  | Afrika; Mozambique, Tanzania, Zimbabwe, Zuid-Afrika |
| Cynisca Gray, 1866                                          | 20                                                 | Afrika; Benin, Burkina Faso, Centraal-Afrikaanse Republiek, Mali, Gabon, Gambia, Ghana, Guinee, Guinee-Bissau, Kameroen, Liberia, Mali, Niger, Nigeria, Senegal, Sierra Leone, Togo, Tsjaad         |
| Dalophia Gray, 1865                                         | 6                                                  | Afrika; Angola, Botswana, Congo-Kinshasa, Namibië, Mozambique, Zambia, Zimbabwe, Zuid-Afrika |
| Geocalamus Günther, 1880                                    | 2                                                  | Afrika; Kenia en Tanzania |
| Leposternon Wagler, 1824                                    | 11                                                 | Zuid-Amerika; Argentinië, Bolivia, Brazilië, Paraguay, Uruguay |
| Loveridgea Vanzolini, 1951                                  | 2                                                  | Afrika; Tanzania |
| Mesobaena Mertens, 1925                                     | 2                                                  | Zuid-Amerika; Brazilië, Colombia, Venezuela |
| Monopeltis Smith, 1848                                      | 20                                                 | Afrika; Angola, Botswana, Centraal-Afrikaanse Republiek, Congo-Kinshasa, Gabon, Kameroen, Malawi, Mozambique, Namibië, Zambia, Zimbabwe, Zuid-Afrika                                                |
| Zygaspis Cope, 1885                                         | 8                                                  | Afrika; Angola, Botswana, Congo-Kinshasa, Mozambique, Namibië, Zambia, Zimbabwe, Zuid-Afrika |
| Familie Tweepotige wormhagedissen (Bipedidae) Taylor, 1951  |                                                    | |
| Bipes Latreille, 1801                                       | 3                                                  | Midden-Amerika; Mexico |
| Familie Blanidae Kearney, 2003                              |                                                    | |
| Blanus Wagler, 1830                                         | 7                                                  | Europa (Iberisch Schiereiland), noordelijk Afrika en delen van het Arabisch Schiereiland; Griekenland, Irak, Libanon, Marokko, Portugal, Spanje, Syrië en Turkije                                   |
| Familie Cadeidae Vidal & Hedges, 2007                       |                                                    | |
| Cadea Gray, 1844                                            | 2                                                  | Caribisch Gebied; Cuba |
| Familie Rhineuridae Paulo Emilio Vanzolini, 1951            |                                                    | |
| Rhineura Cope, 1861                                         | 1                                                  | Noord-Amerika; Verenigde Staten |
| Familie Puntstaartwormhagedissen (Trogonophidae) Gray, 1865 |                                                    | |
| Agamodon Peters, 1882                                       | 3                                                  | Afrika, Arabisch Schiereiland; Jemen en Somalië |
| Diplometopon Nikolsky, 1907                                 | 1                                                  | Arabisch Schiereiland; Irak, Iran, Koeweit, Oman, Qatar, Saoedi-Arabië en de Verenigde Arabische Emiraten                                                                                           |
| Pachycalamus Günther, 1881                                  | 1                                                  | Arabisch Schiereiland; Jemen |
| Trogonophis Kaup, 1830                                      | 1                                                  | Noord-Afrika en leeft in de landen Algerije, Marokko en Tunesië |